# Tobias Vogt (Politiker, 1988)
Tobias Vogt (* 8. Oktober 1988 in Simmern/Hunsrück) ist ein deutscher Politiker der CDU und seit 2021 Abgeordneter des rheinland-pfälzischen Landtags.

## Leben und Beruf
Nach seinem Abitur leistete Tobias Vogt seinen freiwillig verlängerten Wehrdienst bei der Bundeswehr im Führungsunterstützungsbataillon 282 in Kastellaun ab. Daraufhin studierte er Politik- und Wirtschaftswissenschaften an der Universität Mainz. Diesem Studium schloss er einen dualen Studiengang der Betriebswirtschaftslehre bei der Deutschen Bank an. Dort arbeitete er nach Abschluss des Studiums, zuletzt war er in Frankfurt als Kreditspezialist im Firmenkundenbereich tätig. 2018 wechselte er zur Scherer Holding nach Simmern, wo er bis 2021 als Teamleiter für Finanzierungen und Liegenschaften fungierte.
Tobias Vogt lebt mit seiner Familie in Buch im Hunsrück.

## Politik
In der CDU ist Tobias Vogt Vorsitzender des Kreisverbandes Rhein-Hunsrück, dieses Amt hatte er einige Jahre lang auch in der Jungen Union inne. Seit 2009 gehört er dem Kreistag des Rhein-Hunsrück-Kreises sowie seit 2019 dem Rat der Verbandsgemeinde Kastellaun an. 
2014 wurde Vogt mit 89,8 % der Stimmen, als Nachfolger von Joachim Mertes, zum Ortsbürgermeister der Gemeinde Buch gewählt. Im Jahr 2019 wurde er mit 87,5 % im Amt bestätigt.
Bei der Landtagswahl in Rheinland-Pfalz 2021 gewann Tobias Vogt das Direktmandat im Wahlkreis Rhein-Hunsrück und zog so in den Landtag ein.

## Weblink
- Tobias Vogt auf der Website der CDU Rhein-Hunsrück